# Kvantskum
Kvantskum är en företeelse som utspelar sig på planckskalenivå 10-35 m. Namnet kvantskum myntades av fysikern John Archibald Wheeler, 1955. I den extremt småskaliga miljön råder ett kaotiskt tillstånd. Skulle man kunna zooma in och titta på denna miljö, rumtidsväven, skulle det se ut som ett stormpiskat hav. Nu är detta inte möjligt utan matematiska beräkningar i kvantgravitationsteorier har visat på detta fenomen. Man anser att en stor del av problemet med att förena kvantmekaniken och den allmänna relativitetsteorin låg häri.
Heisenbergs osäkerhetsprincip, numera kallad obestämbarhetsprincip, anger att man inte samtidigt kan veta en partikels läge och rörelsemängd. Skulle man försöka att definiera läget skulle man få osäkra värden på rörelsemängden och vice versa. Nere på planckskalenivå får detta konsekvensen att märkliga saker kan hända.
Då mikroskopiska partiklar stängs in i allt mindre områden beter sig partiklarna allt mer våldsamt, det verkar som om de drabbas av klaustrofobi, kaoset och poppandet har givit upphov till skum-beskrivningen. Naturen tillåter inte att dess beståndsdelar stängs in. Ett fenomen i detta sammanhang är tunnling.
Hos rumtidsväven dyker mikroskopiska partiklar, de allra minsta beståndsdelarna och extremt små svarta hål upp från ingenstans för att lika snabbt försvinna igen. Anledningen till att dessa partiklar uppstår är att de får låna en liten mängd energi, men det är bara ett lån och då lånet betalas tillbaka försvinner partikeln igen, allt efter obestämbarhetsprincipen. Ju större lån desto snabbare återbetalning. Allt lånande av energi fortsätter kontinuerligt likaså återbetalningen. Men energin som lånas omfattar allt enligt E=mc2. Detta innebär att energi kan omvandlas till materia och vice versa. Tillräckligt stort lån av energi gör det möjligt för en partikel att tränga in i ett område som det inte ursprungligen hade möjlighet att göra, tunnling. De tillfälliga partiklar som beskrivs ovan kallas virtuella partiklar. Det enda som inte tillåter dem att bli permanenta partiklar är avsaknaden av energi.
I vardagslivets skala har storleken på plancks konstant inte någon betydelse för de observationer människan gör. Man kan med stor säkerhet avgöra både läge och hastighet och även bestämda energier vid en viss tidpunkt. Det är först nere på planckskalenivå där rumtidsväven kan betraktas som problem uppstår. 
Allting är utsatt för kvantfluktuationer även tyngdkraftsfältet enligt obestämbarhetsprincipen. Einsteins allmänna relativitetsteori säger att universum är plant, tyngdkraftsfält lika med noll, i avsaknad av massa i den astronomiska skalan, men som beskrivits ovan stämmer inte detta nere på planckskalan. Enligt obestämbarhetsprincipen ökar kvantfluktationerna ju närmare den ultramikroskopiska skalan vi kommer. Däremot är tyngdkraftsfältet i medel noll på denna nivå. Tyngdkraftfältet visar sig genom krökning av rummet och eftersom fluktuationerna är så våldsamma blir rummet alltmer förvrängt. Det är här nere i det våldsamma kvantskummet som gravitationen ska förenas med övriga krafter och bilda en fungerande teori för kvantgravitationen, men problemen är stora.
Då beräkningar görs som förenar den allmänna relativitetsprincipen med kvantmekaniken på denna nivå uppstår oändligheter. Naturen säger till oss att det är något som är alldeles fel. Den allmänna relativitetsteorins ekvationer verkar inte kunna hantera kvantskummets våldsamma beteende. Det är nu dags för supersträngteorin att göra entré.